# 전일본학생자치회총연합의 역사

## 전사(前史)

### 학운의 부활
제2차 세계대전 가운데 궤멸상태였던 일본의 학생운동은 1945년 가을부터 부활했다. 사회과학연구회, 학생도서협의회(훗날의 학생도서협회)의 운동, 대학생협 결성 등이 그 효시였다. 1946년 5월에는 학도구호회, 문부성 이 추진하여 GHQ의 공인을 받은 학생의 주택확보를 위한 학생회관이 설립되었다. 이러한 움직임은 당시의 학생들이 대면하고 있던 학문접근권의 결핍・물자와 수업의 결핍, 민주주의 결핍에 대한 문제의식으로 추동된 것이었다. 그 운동 담지자는 주로 근로동원이나 학도출진에서 귀환해 학교로 돌아온 학생들이었다.

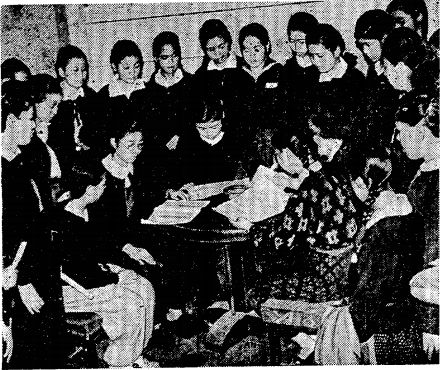
우에노고등여학교 동맹휴학

이러한 생활구조와 움직임에 병행하여, 1945년 9월부터 학생정치운동 재건 차원에서 학원민주화투쟁이 일어났고, 이것이 학생자치회의 출현을 예비했다. 미토고등학교에서 동맹휴학・기숙사 농성투쟁으로써 군국주의 교장 파면・진보 교수 복직을 쟁취한 것을 시작으로, 우에노고등여학교, 북해도대학, 동경공업대학, 구제시즈오카고등학교, 와세다대학, 동경여자대학, 구제사가고등학교, 구제동경상과대학, 니혼대학 예과, 호세이대학, 리츠메이칸대학, 릿쿄대학, 구제오사카상과대학, 경도대학, 주오대학 등지에서 학원민주화투쟁이 벌어지는 가운데. 사연(社研)이나 자치회의 결성이 진행되었다. 학생들이 목표하는 바는 군국주의교육 비판, 표변하여 민주주의로 전향하는 교사의 무절조함의 비판 등이었고, 슬로건은 「학원보국단 해체, 전범교사 추방, 민주교원 복귀, 학생조직 결성」 등이었다. 이로부터 출현한 학생자치회들은 전전에 존재했던 개인가맹 단체들과 다른, 전교 학생 전원이 가맹하도록 하는 새로운 자치회 제도를 확립하는 것을 지향했다. 1946년 5월, 와세다대학 학생대회가 자치회교약을 가결하고, 학교당국도 이를 승인함에 따라 전국 최초로 전교생 가입 학생자치회가 결성되었다.
이 시기의 운동은 전전의 남자・국립대학 중심이었던 학생운동과 달리, 사립・여고에서도 발생했다는 것이 특색이다. GHQ의 방임으로 이 시기의  투쟁은 학생측의 승리로 끝나는 경우가 많았고, 이런 투쟁과정에서 운동을 위한 언론의 장으로서 학생신문・잡지의 부활이 잇따랐다. 그 외에 타키카와 유키토키, 다나카 고타로、스에카와 히로시 등 전시중에 공직에서 물러났다가 민주화의 바람 속에 대학에 복귀한 교수진이 학생과 대립하는 장면도 볼 수 있었다.